# Sovicille
Sovicille é uma comuna italiana da região da Toscana, província de Siena, com cerca de 8.346 habitantes. Estende-se por uma área de 143 km², tendo uma densidade populacional de 58 hab/km². Faz fronteira com Casole d'Elsa, Chiusdino, Monteriggioni, Monteroni d'Arbia, Monticiano, Murlo, Siena.

## Demografia
| Variação demográfica do município entre 1861 e 2011                               |
|                                                                                   |
| Fonte: Istituto Nazionale di Statistica (ISTAT) - Elaboração gráfica da Wikipedia |